# Hållnäs distrikt
Hållnäs distrikt är ett distrikt i Tierps kommun och Uppsala län. 
Distriktet ligger i nordöstra delen av kommunen, vid kusten. 

## Tidigare administrativ tillhörighet
Distriktet inrättades 2016 och utgörs av socknen Hållnäs i Tierps kommun.
Området motsvarar den omfattning Hållnäs församling hade vid årsskiftet 1999/2000.